# Torre Blanca (Argentona)
La Torre Blanca és una obra d'Argentona (Maresme) protegida com a Bé Cultural d'Interès Local.

## Descripció
Xalet de planta rectangular als quatre vents, de planta baixa i pis.
La planta baixa destaca per una gran entrada que dona pas a un bell vestíbul amb arc apuntat, on a cada banda hi ha un saló. El de la banda de ponent té una llar de foc i una tribuna que s'obre a la façana que dona al carrer. El saló de llevant, que mira al pati, té també una tribuna. Els terres de la planta baixa mantenen les rajoles originals d'inicis del segle xx. En el pati hi ha una capella petita obra del 1929 de l'arquitecte Lluís Bonet i Garí, amb l'abis decorat amb pintures d'Antoni Vila Arrufat.